# Ludvík Tošner
Ludvík Tošner (27. července 1874 Libeň (dnes část Prahy) — 5. srpna 1916 Praha) byl český středoškolský profesor, spisovatel a překladatel. Vyučoval na gremiální obchodní škole a krátce i na českoslovanské obchodní akademii. Roku 1901 vyvolal skandál neoprávněným užíváním akademického a šlechtického titulu „PhDr. Ludvík Silvan Tošner de Simon“; nebyl však odsouzen, protože svým jednáním nezpůsobil škodu. Podílel se na činnosti sociálně demokratické strany literárními příspěvky, pořádáním odborných přednášek a (neúspěšnými) kandidaturami ve volbách. Přeložil několik cestopisů Svena Hedina, zápisky R. F. Scotta a společně s Theodorem Šmeralem první díl Marxova Kapitálu.

## Život

### Mládí a pedagogická činnost
Narodil se 27. července 1874 v Nové Libni čp. 49 (dnes součást Prahy) jako nemanželský syn služky Josefy Tošnerové (1839-??) původem z Loutí u Benešova; otec nebyl v matrice uveden. Jeho matka se 4. července 1882 provdala za vdovce Jana Šimona (uváděn též jako Johann Simon, 1816-1895), sluhu a zasloužilého člena dobrovolného ochranného sboru.
Vystudoval reálku a zemědělské oddělení techniky, kde se zaměřil na zeměpis a pomocné vědy. Roku 1895 získal místo odborného učitele české gremiální obchodní školy. V letech 1898–1901 vyučoval rovněž na Českoslovanské obchodní akademii.

### Aféra s falešnými tituly
27. září 1901 byl postaven před okresní soud na Ovocném trhu pro přestupek podvodu, kterého se měl dopustit neoprávněným užíváním akademického a šlechtického titulu. Vydával se za doktora filosofie, ačkoliv nebyl promován, a nechal si neoprávněně vytisknout navštívenky se jménem „PhDr. šl. Tošner de Simon“ a šlechtickou korunkou (celým jménem byl v té době uváděn jako „PhDr. Ludvík Silvan Tošner de Simon“). Žaloba byla postavena na svědeckých výpovědích:
- Fr. E. Babánek, majitel domů na Vyšehradě, uvedl, že mu roku 1900 poslal Tošner dopis, kde se představil jako doktor filosofie a požádal o ruku jeho dcery. Babánek se na něj zeptal u domovníka, který mu sdělil, že „pan baron“ má už poměr, jedna dívka k němu pravidelně dochází a jednou ji dokonce bil. Babánek na dopis neodpověděl, ale když Tošner napsal podruhé, pozval ho na schůzku. Tošner se představil jako potomek staré francouzské šlechtické rodiny, který má zájem o nevěstu měšťanského původu. Později posílal Babánkovi další dopisy a „šlechtické“ navštívenky. Babánek, který k němu neměl důvěru, si jeho informace ověřil u poslance Březnovského a ředitele obchodní akademie Řežábka, kteří mu potvrdili, že není ani doktorem, ani šlechticem.
- Poslanec Václav Březnovský upřesnil, že si údaje ověřoval u profesora Dolejšky a zjistil, že Tošner není francouzský šlechtic, ale syn vdovy po plynárenském zřízenci Simonovi.
- Ředitel obchodní akademie Jan Řežábek vypovídal, že mu Tošner kdysi ukázal potvrzení šlechtického původu od magistrátu s cílem požádat o stipendium. Naopak na něm ocenil, že ihned po propuknutí aféry rezignoval z profesorského místa, aby nepoškodil pověst školy.
- Největší rozruch způsobil zubní lékař dr. Šmíd, který si stěžoval, že Tošner pomocí falešného šlechtictví pronikl do rodiny jeho příbuzných. Když u soudu prohlásil, že neteř s matkou nemohly přijít, protože jsou na dovolené v Opatii, odkud mu poslaly pohlednici, odpověděl Tošner, že dívka je v Praze a že s ní den předtím přijel z Vídně.[6]

Tošner se hájil poukazem na to, že šlo jen o jeho spisovatelský pseudonym a uváděl příklady dalších spisovatelů, kteří používali šlechtická jména, aniž by je kdokoli obviňoval z podvodu.
Proces se uzavřel 24. října 1901. Jediná prokázaná „oběť“ údajných Tošnerových podvodů se za něj krátce předtím provdala a soud proto vynesl osvobozující rozsudek. Stejné stanovisko — že Tošner neužíval titulů s podvodným úmyslem — zaujal o měsíc později i odvolací soud.

### V sociální demokracii
Tošner se zapojil do činnosti sociální demokracie literární tvorbou i praktickou pomocí. Pořádal a propagoval výchovné kurzy pro funkcionáře družstev, zejména peněžních. Ve volbách 1908 neúspěšně kandidoval do českého zemského sněmu v městském okrese Kutná Hora (získal 27 hlasů z 1073; vítězný Bedřich Pacák z mladočeské strany dostal 583) Neúspěchem skončila i jeho kandidatura do říšské rady ve volbách r. 1911: v městském okrese Karlín získal 1125 hlasů, zatímco František Fiedler 2372.

### Závěr života
V pátek 4. srpna 1916 se zastřelil ve svém pražském bytě. Příčinou sebevraždy byla zřejmě nesnesitelná nervová choroba. Oficiální seznam ho uvádí mezi zemřelými o den později v c. k. všeobecné nemocnici.

## Dílo
Ze samostatných prací napsal Několik epištol (1915) pro SDTJ. Významné byly jeho překlady:
- Sven Hedin: Po souši do Indie : Persií, Seistánem a Beludžistánem (1911)
- Sven Hedin: Tibet : výzkumy a dobrodružství v neznámé zemi (1911)
- Robert Falcon Scott: Dosažení jižní točny (1913)[17]
- Karl Marx: Kapitál : kritika politické ekonomie, sv. 1, společně s Theodorem Šmeralem

Pro výroční zprávy české gremiální obchodní školy napsal články O měrách a vahách (1899), O soustavách měr a vah (1911), O světovém obchodě (1901) a Obchod rakouskouherský (1903).
Přispíval rovněž do Ottova slovníku naučného pod značkou Tšr.